# DM i landevejscykling – Linjeløb (junior damer)
Danmarksmesterskaberne i linjeløb for junior damer er en årligt tilbagevendende begivenhed i dansk cykelsport, som for første gang blev afholdt i 2018. Linjeløbet bliver afholdt i slutningen af juni. Junior-rytterne køre i samme felt som elite- og U23-damerne, men kan ikke vinde medaljer i disse rækker. 

## Reglement
For at deltage i junior-mesterskaberne skal rytteren i kalenderåret for løbet fylde 17 eller 18 år, eller man kan være 2. års U17-rytter med licens til at køre i U19-rækken (junior). Løbets distance skal være minimum 110 km og maksimum 140 km. Junior-rytterne køre i samme felt som elite- og U23-damerne, men kan ikke vinde medaljer i disse rækker.

## Vindere
| År   | Vinder                        | Toer                            | Treer                         |
| ---- | ----------------------------- | ------------------------------- | ----------------------------- |
| 2018 | Mie Saabye                    | Mette Egtoft Jensen             | Emma Christensen              |
| 2019 | Mie Saabye                    | Maria Bertelsen                 | Mette Egtoft Jensen           |
| 2020 | Victoria Lund                 | Maria Bertelsen                 | Klara Sofie Skovgård Hansen   |
| 2021 | Solbjørk Minke Anderson       | Julie Lillelund                 | Laura Auerbach-Lind           |
| 2022 | Solbjørk Minke Anderson       | Victoria Lund                   | Ida Mechlenborg Krum          |
| 2023 | Ida Krickau Ketelsen          | Olympia Bianca Norrid-Mortensen | Alma Walther Møller Rasmussen |
| 2024 | Alma Walther Møller Rasmussen | Mathilde Cramer                 | Ida Krickau Ketelsen          |
| 2025 | Ida Fialla                    | Mathilde Cramer                 | Kamma Bergholt                |